# Hrad bergfritového typu

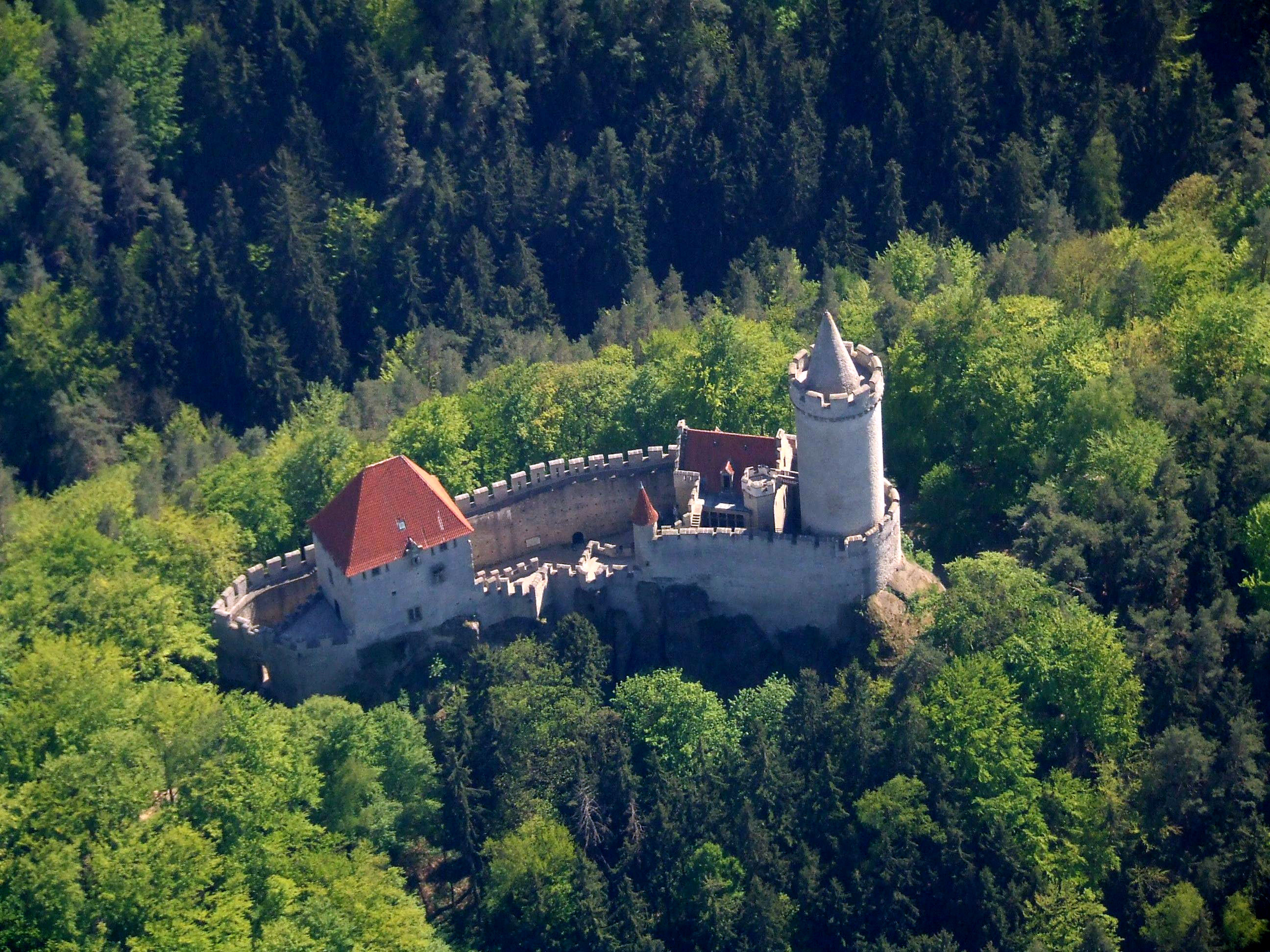
Letecký pohled na hrad Kokořín

Hrad bergfritového typu je zpravidla menší šlechtický hrad tvořený základními hradními prvky – bergfritem, hradbou a palácem. Vzhledem ke svým rozměrům vznikal nejčastěji na ostrožních, snadno bránitelných polohách. V českých zemích se tento typ hradu využíval od 13. století do 14. století.

## Dispozice hradů bergfritového typu
Hrady s bergfritovou dispozicí byly stavěny na těžko přístupných ostrozích. Ve třináctém století byly stavěny velmi jednoduše a účelně. Hlavním obranným prvkem byl bergfrit. Ten byl umístěn v místě, kde hradba přetínala ostroh. V nejlépe chráněné části hradu byl postaven hradní palác. Ve 14. století s rostoucí mocí šlechty stoupá i výstavnost hradů, včetně těch s bergfritovou dispozicí. Přibývají tedy další palácová křídla, kaple a celkově se zvyšuje komfort hradu (který původně u hradů s bergfritovou dispozicí nebyl nijak velký). 

## Vývoj hradů s bergfritovou dispozicí

### Bergfritové hrady ve 13. století
Na počátku 13. století, kdy v Čechách vznikají první kamenné hrady, jde stále ještě o jev vyhrazený téměř výhradně panovníkovi. I šlechtických hradů je v této době málo a výstavností, ani rozlehlostí, se s těmi královskými nemohou ani v nejmenším měřit. Těch několik málo šlechtických hradů, které vznikly v tomto období, patřilo nejmocnějším českým rodům (například Vítkovcům). I přesto však šlo „pouze“ o malé bergfritové hrady. V druhé polovině 13. století se již tento typ hradu stává naprosto běžným. Ačkoliv se stále jedná o malé hrady, které nemohou soupeřit s výstavnými královskými hrady s obvodovou zástavbou, vzniká jich v této době poměrně veliké množství.

### Bergfritové hrady ve 14. století
14. století je pro české země obdobím nebývalé prosperity, stability a míru. Šlechtická moc roste a královská upadá. Všechny tyto jevy se pochopitelně svým způsobem projevily i na hradech té doby. Pod vlivem aktuálního bohatství a míru vzniká mnoho výstavných (a špatně bránitelných) hradů. Šlechtické rody se snaží konkurovat královské moci i prostřednictvím  stavby hradů. Bohatší šlechtici proto opouštějí bergfritovou dispozici. Stávající, nebo nové, hrady s bergfritovou dispozicí také podléhají novým trendům a jsou mnohem výstavnější, než v předchozím století. Přibývají například další palácová křídla nebo kaple. I nadále však pochopitelně patří mezi menší hrady své doby. Koncem 14. století přestávají vznikat nové hrady s bergfritovou dispozicí. Důvodem je to, že bohatá a mocná šlechta má podstatně vyšší nároky na komfort, než tomu bylo v předchozím období. Bergfritové hrady těmto požadavkům nemohou vyhovět a od používání tohoto typu je tedy postupně opuštěno.

### Bergfritové hrady od 15. století
Ačkoliv v této době již hrady s bergfritovou dispozicí přestávají vyhovovat požadavkům mocné šlechty na komfort, rozhodně stojí za zmínění, neboť se v mnoha případech uplatnila jejich strategická pozice. Hrady ze 14. století, z výše uvedených důvodů, byly v Čechách často stavěny na nevhodných, snadno dostupných místech (situace na Moravě byla trochu odlišná). To se plně projevilo za husitských válek s příchodem palných zbraní. V 15. století bylo mnoho špatně umístěných hradů dobyto. Hradby nebyly konstruovány proti dělostřelecké palbě, a v mnoha případech byly v okolí hradu vyvýšené polohy umožňující snadné ostřelování hradu. I přesto však některé hrady sloužily poměrně dobře. Mnoho z nich bylo právě starších hradů na dostatečně vyvýšených polohách (a tedy také hradů s bergfritovou dispozicí). Tyto hrady na ostrožních polohách často neměly v okolí žádný další vyvýšený bod. Samotný palác býval umístěn na nejchráněnějším místě hradu, které bylo také nejvzdálenější od přístupové cesty a možných obléhacích poloh (toto by se mohlo zdát jako samozřejmost, u mnoha hradů ze 14. století tomu tak ale nebylo). V následujícím období palných zbraní bylo také poměrně snadné upravit je do požadovaného obranyschopného stavu prostým předsunutým přehrazením šíje ostrohu.

## Příklady hradů
Hradů s bergfritovou dispozicí je v českých zemích značné množství. Jako příklad lze uvést například hrady Rychleby, Zbiroh, Cvilín, Michalovice, Bukov, Drahotuš, Obřany, Zvíkov, Hasištejn, Krašov (bergfrit nahrazen věžicí), Kokořín, Šelmberk a Skalka.